# ۹۴۴ (خورشیدی)
۹۴۴ نهصد و چهل و چهارمین سال هجری خورشیدی است.